# Фресінешть
Фресінешть (рум. Frăsinești) — село в Унгенському районі Молдови. Входить до складу комуни, адміністративним центром якої є село Мекерешть.

## Населення
За даними перепису населення 2004 року у селі проживали 1375 осіб.
Національний склад населення села:
| Національність   | Кількість осіб | Відсоток   |
| ---------------- | -------------- | ---------- |
| молдавани румуни | 1349 3         | 98,1% 0,2% |
| українці         | 14             | 1,0%       |
| росіяни          | 8              | 0,6%       |
| цигани           | 1              | 0,1%       |
| Всього           | 1375           | 100%       |